# Stratores
 (avril 2017).
Si vous disposez d'ouvrages ou d'articles de référence ou si vous connaissez des sites web de qualité traitant du thème abordé ici, merci de compléter l'article en donnant les références utiles à sa vérifiabilité et en les liant à la section « Notes et références ».
Dans la Rome impériale, le terme stratores désignait  les sous-officiers d’état-major de l’armée romaine dont la tâche principale était de veiller à l’équipement en chevaux du légat gouverneur de province ou de l’empereur. 

## Fonction
Sortes d’écuyer, ils étaient choisis parmi les décurions.
Ils devaient prendre soin des chevaux, utilisés dans les communications entre le gouvernement central et les provinces.